# 12. december
12. december je 346. dan leta (347. v prestopnih letih) v gregorijanskem koledarju. Ostaja še 19 dni.

## Dogodki
- 1098 – Prva križarska vojna: ljudožerski pokol v Marat an-Numanu
- 1443 – Bitka na Zlatici
- 1452 – razglašena ponovna zveza med Vzhodno in Zahodno krščansko Cerkvijo
- 1642 – Abel Tasman odkrije Novo Zelandijo
- 1811 – podpisan odlok o začasni ureditvi ilirskega šolstva
- 1913:
  - najdena je bila ukradena slika Mone Lise
  - kot zadnja iz razreda Kongo je splovljena japonska križarka Haruna
- 1921 – italijanski fašisti zažgejo slovenski Narodni dom v Barkovljah pri Trstu
- 1925 – v kalifornijskem kraju San Luis Obispo odprt prvi motel na svetu
- 1931 – Španija postane republika
- 1943 – ZSSR in češka vlada v izgnanstvu skleneta pogodbo o prijateljstvu
- 1963 – Kenija postane neodvisna država
- 1986 – ob strmoglavljenju sovjetskega letala v Vzhodnem Berlinu umre 70 ljudi
- 2002 – v Celju odpre svoja vrata prvi art kino v Sloveniji - Art Kino Metropol
- 2005 – v Ljubljani se konča snemanje filma Kratki stiki
- 2008 – Švica postane 25. članica Schengenskega sporazuma

## Rojstva
- 1298 – Albert II. Habsburški, vojvoda Avstrije, Štajerske in Koroške († 1358)
- 1526 – Alvaro de Bazán - markiz de Santa Cruz, španski mornariški poveljnik († 1588)
- 1795 – Anton Frederik Tscherning, danski reformator vojske († 1874)
- 1821 – Gustave Flaubert, francoski pisatelj († 1880)
- 1854 – Georges Vacher de Lapouge, francoski rasistični antropolog († 1936)
- 1863 – Edvard Munch, norveški slikar († 1944)
- 1866 – Alfred Werner, švicarski kemik, nobelovec 1913 († 1919)
- 1875 – Gerd von Rundstedt, nemški feldmaršal († 1953)
- 1882 – Akiba Rubinstein, poljski šahist († 1961)
- 1888 – Ivan Napotnik, slovenski kipar († 1960)
- 1890 – Kazimierz Ajdukiewicz, poljski logik in filozof († 1963)
- 1892 – Milko Kos, slovenski zgodovinar († 1972)
- 1915 – Frank Sinatra, ameriški pevec, filmski igralec († 1998)
- 1916 – Guadalupe Ortiz de Landázuri, španska katoliška profesorica kemije, blažena (* 1975)
- 1929 – John Osborne, angleški dramatik († 1994)
- 1935 – Janez Orešnik, slovenski jezikoslovec, akademik
- 1946 – Emerson Fittipaldi, brazilski avtomobilski dirkač
- 1946 – Renzo Zorzi, italijanski avtomobilski dirkač
- 1962 – Tracy Austin, ameriška tenisačica
- 1967 – Sašo Udovič, slovenski nogometaš
- 1970 – Jennifer Connelly, ameriška filmska in televizijska igralka, fotomodel
- 1976 – Natalija Verboten, slovenska pevka
- 1982 – Dimitrij Tursunov, ruski tenisač
- 1983 – Tomaž Medvar, slovenski glasbenik in radijski moderator
- 1984 – Daniel Agger, danski nogometaš
- 1986 – Nina Kolarič, slovenska atletinja
- 1991 – Daniel Magder, kanadski filmski in televizijski igralec

## Smrti
- 1212: 
  - Godfrej fitzRoy, nezakonski sin Henrika II., yorški nadškof (* 1152)
  - David I. Trapezuntski, cesar Trapezunta (* 1184)
- 1574 – Selim II., turški sultan (* 1524)
- 1586 – Štefan Báthory, transilvanski knez, poljski kralj in litovski veliki knez (* 1533)
- 1685 – John Pell, angleški matematik (* 1611)
- 1721 – Alexander Selkirk, škotski pomorščak (* 1676)
- 1792 – Denis Ivanovič Fonvizin, ruski dramatik (* 1744)
- 1819 – Vincenzo Dandolo, italijanski kemik, državnik (* 1758)
- 1840 – Jean-Étienne-Dominique Esquirol, francoski psihiater (* 1772)
- 1884 – Janez Wolf, slovenski slikar (* 1852)
- 1909 – Karl Krumbacher, nemški humanist (* 1856)
- 1913 – Menelik II., etiopski neguš negasti (* 1844)
- 1923 – Raymond Radiguet, francoski skladatelj (* 1903)
- 1963 – Theodor Heuss, nemški politik (* 1884)
- 1999 – Joseph Heller, ameriški pisatelj (* 1923)
- 2007 – Ike Turner, ameriški pevec (* 1931)
- 2018 – Ivan Stopar, umetnostni zgodovinar, kastelolog (* 1929)
- 2020:
  - John le Carre, angleški pisatelj (* 1931)
  - Charley Pride, ameriški pevec (* 1934)
  - Ruhollah Zam, iranski novinar (* 1978)

## Prazniki in obredi
- Kenija: dan neodvisnosti (1963 od Velike Britanije)